# Eriopyga magnirena
Eriopyga magnirena là một loài bướm đêm trong họ Noctuidae.